# Dębowy Gaj (przystanek kolejowy)
Dębowy Gaj – przystanek osobowy, a dawniej stacja kolejowa w Dębowym Gaju na linii kolejowej nr 283 Jelenia Góra – Żagań, w województwie dolnośląskim.